# Mazili, Vâlcea
Mazili este o localitate în județul Vâlcea, Oltenia, România.
Sate din aceeași comună: Sutesti, Verdea, Pietroasa, Boroșești.

Primul sat dinspre Drăgășani spre Târgu Jiu, care aparține de comuna Sutești, este cel care poartă numele de Mazili.

 Acest articol despre o localitate din județul Vâlcea este deocamdată un ciot. Puteți ajuta Wikipedia prin completarea lui.